# Vojtěch Kobylka
Vojtěch Kobylka (10. března 1943 Praha – 6. listopadu 2014) byl český sochař, grafik, malíř a šperkař.

## Život
Absolvoval Střední průmyslovou školu v Jablonci nad Nisou (1958–1962) a v letech 1963–1969 studoval na Vysoké škole uměleckoprůmyslové v Praze v ateliéru kovové plastiky a šperku u Jana Nušla. Roku 1971 se zúčastnil II. jabloneckého sympozia Stříbrný šperk a na výstavě bižuterie Jablonec ´71 získal bronzovou medaili. V letech 1993–1998 působil jako pedagog Soukromé mistrovské školy v Čakovicích.
Od roku 1969 pravidelně vystavoval své šperky v zahraničí a pracovně zde pobýval. Jeho díla jsou zastoupena v prestižních domácích i zahraničních veřejných i soukromých sbírkách.

## Dílo
Vojtěch Kobylka jako sochař realizoval zejména kované ozdobné mříže a tepané bronzové plastiky. Zabýval se také restaurováním předmětů z kovu a restaurování šperků,, tepaných kovových soch a jiných součástí architektury. Byl autorem tepané mříže ve vchodu do zahrady u stanice metra Malostranská. Šperky chápal jako drobnou plastiku, která vychází ze stejných principů.
Šperky zhotovoval kováním ze stříbrného drátu a stopy po rukodělném tvarování ponechával jako výtvarný prvek. Jeho šperky reflektují vlivy moderního sochařství 20. století a jsou složené z vzájemně se prolínajících geometrických prvků, které tvoří pohyblivý ornament. Některé připomínají sochařské mobily Alexandra Caldera nebo kompozice Joana Miró.

### Zastoupení ve sbírkách (výběr)
- Národní galerie v Praze
- Uměleckoprůmyslové museum v Praze
- Moravská galerie v Brně[8]
- Ministerstvo kultury České republiky
- Muzeum skla a bižuterie v Jablonci nad Nisou
- Galerie Benedikta Rejta v Lounech
- Galerie Vysočiny, Jihlava
- Kunsthalle Norimberk

### Výstavy

#### Autorské (výběr)
- 1967 Karlovy Vary
- 1972 Benešov u Prahy
- 1981 Galerie ve Vodičkově ulici, Praha, Dobříš
- 1984 Knižní galerie, Praha, Čáslav
- 1985 Pacov, Tišnov
- 1987 Vojtěch Kobylka: Galerie Ludvíka Kuby Poděbrady, Gallery Gottlieb, Amsterdam
- 1988 Vojtěch Kobylka: Plastiky, reliéfy, akvarely, Galerie Na Újezdě, Praha
- 1989 Gallery Griotte, Lyon
- 1989 Gallery Gottlieb, Amsterdam
- 1993 Vojtěch Kobylka: Obrazy a plastiky, Galerie K, Praha
- 1999 Vojtěch Kobylka: Obrazy, kresby, Galerie Lazarská, Praha
- 2000 Vojtěch Kobylka: Ptáci a lidé, Galerie Nový Svět, Praha
- 2000 Vojtěch Kobylka: Obrazy, grafiky, kresby, Městská galerie My, Jablonec nad Nisou

#### Kolektivní
- 1968 UMPRUM 1968, Galerie Fronta, Praha
- 1970 Výstava mladých ´70, Mánes, Praha
- 1971 Stříbrný šperk 1971, výstava vysledků II. symposium Jablonec nad Nisou, Jablonec nad Nisou
- 1973 Bijuterii moderne din R.S. Cehoslovacă, Sala Ateneului Român (Ateneul Român), Bukurešť
- 1978 Soudobý československý šperk, Muzeum skla a bižuterie v Jablonci nad Nisou
- 1978 Metro a výtvarné umění, Staroměstská radnice, Praha
- 1980 Užité umění 70/80. Sklo, kov, textil, nábytek, keramika., Moravská galerie v Brně
- 1983 Český šperk 1963-1983, Středočeské muzeum, Roztoky
- 1984 Vladimír Cidlinský, Vojtěch Kobylka, Výstavní síň v Čáslavi
- 1988 Salón pražských výtvarných umělců '88, Park kultury a oddechu Julia Fučíka, Praha
- 1989 Restaurátorské umění 1948-1988, Mánes, Praha
- 1990 Kov a šperk: Oborová výstava, Galerie Václava Špály, Praha
- 1993 Výstava členů Jednoty umělců výtvarných: Obrazy, plastiky, grafiky, Galerie Kladno-Sítná
- 1994 Individuální šperk, komorní plastika, AVOK: Asociace výtvarníků oboru kov, Muzeum skla a bižuterie v Jablonci nad Nisou

### Katalogy

#### Autorské
- Vojtěch Kobylka: Kresby a reliefy, text Karel Holub, Poděbrady 1987

#### Kolektivní
- Jan Marius Tomeš, UMPRUM 1968
- Výstava mladých 70, Mánes, Praha 1970
- Věra Vokáčová, Stříbrný šperk 1971 (Výstava výsledků II. symposium Jablonec n. N.), 1971
- Věra Vokáčová, Dagmar Hejdová, Bijuterii moderne din R.S. Cehoslovacă, 1973
- Věra Vokáčová, Věra Maternová, Soudobý československý šperk, Muzeum skla a bižuterie v Jablonci nad Nisou 1978
- Karel Holešovský, Užité umění 70/80 (Výstava přírůstků Uměleckoprůmyslového odboru Moravské galerie v Brně), Moravská galerie v Brně 1980
- Věra Vokáčová, Český šperk 1963-1983, Středočeské muzeum, Roztoky 1983
- Salón pražských výtvarných umělců ´88, SČVU Praha 1988
- Jan Simota a kol., Restaurátorské umění (Podíl českých výtvarných umělců na péči o kulturní památky), SČVU Praha 1989
- Věra Vokáčová, Kov a šperk: Oborová výstava, Unie výtvarných umělců České republiky 1990
- Výstava členů Jednoty umělců výtvarných (Obrazy, plastiky, grafiky), Galerie Kladno Sítná 1993
- Olga Szymanská, Individuální šperk, komorní plastika, Muzeum skla a bižuterie v Jablonci nad Nisou 1994

### Souborné publikace
- Věra Vokáčová, Současný šperk, Odeon, Praha 1979
- Alena Křížová, Proměny českého šperku na konci 20. století, Academia, Praha 2002, ISBN 80-200-0920-5